# Долина чудес

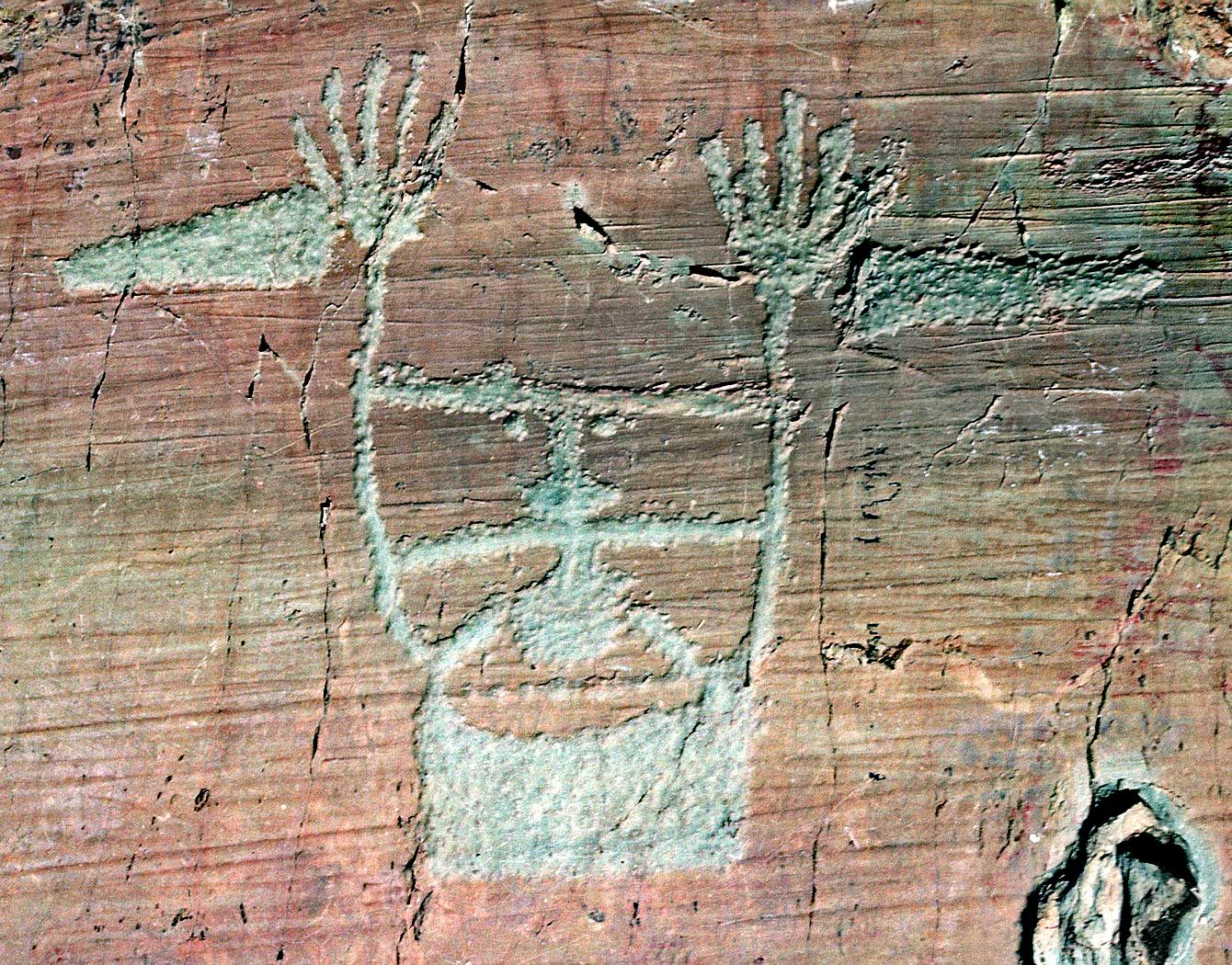
«Колдун» — петроглиф из Долины чудес

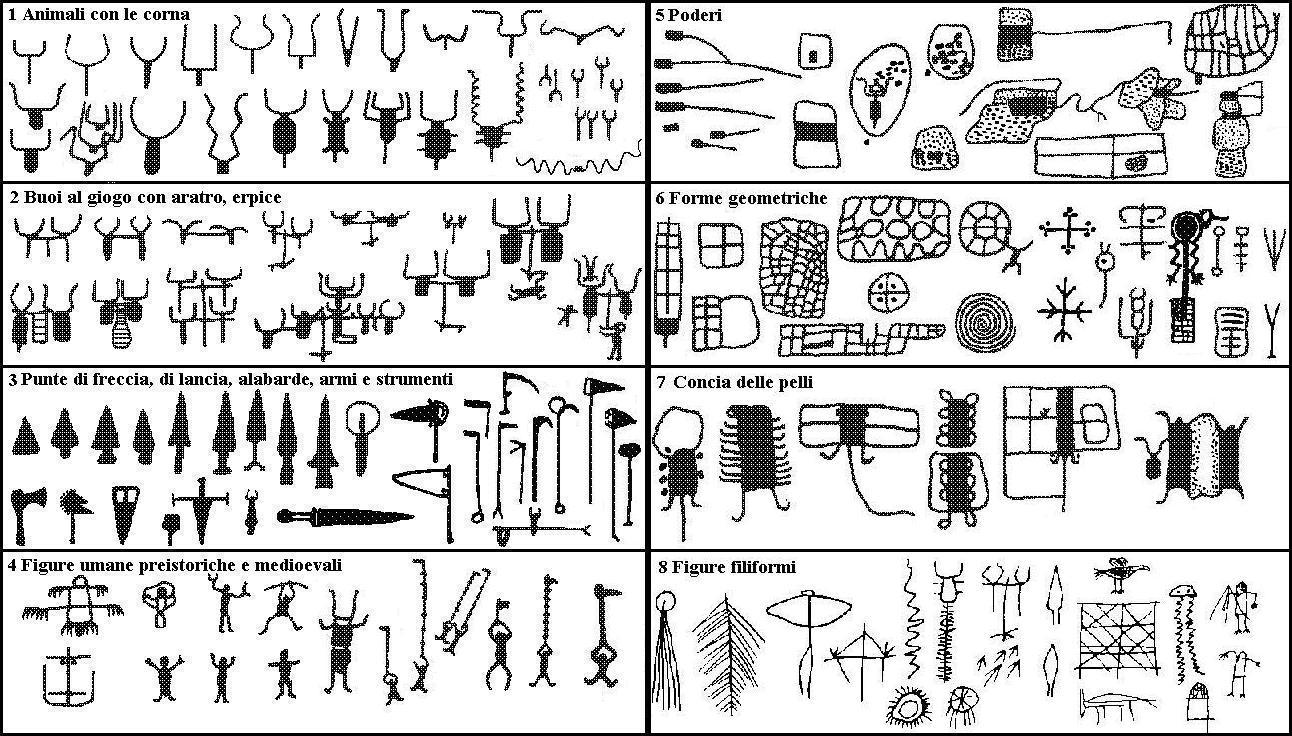
Обзор петроглифов Долины чудес

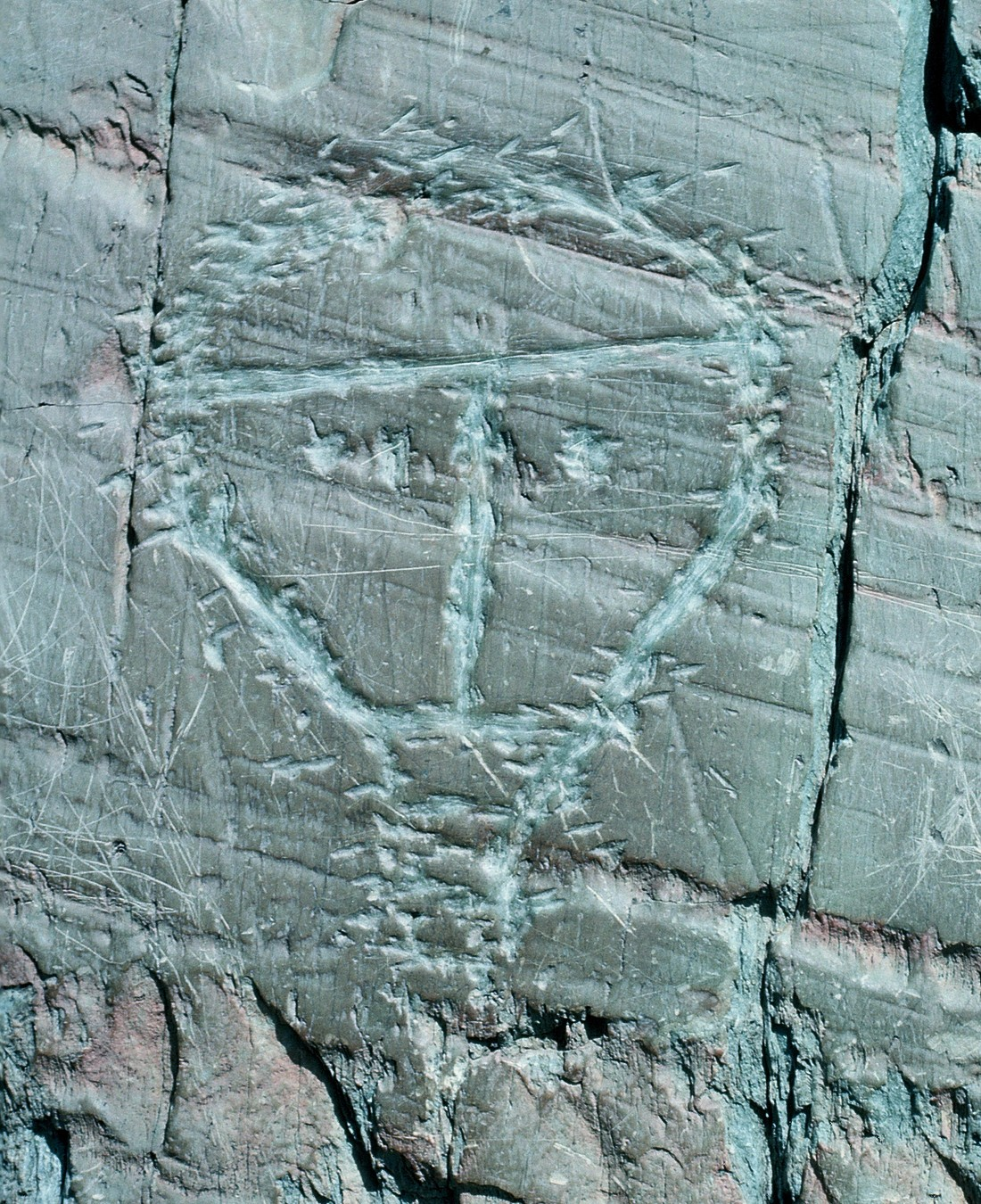
«Доисторический Христос»

Долина чудес (итал. Valle delle Meraviglie, фр. Vallée des Merveilles) — долина во французской коммуне Танд, где обнаружено более 40000 доисторических наскальных изображений (петроглифов) бронзового века, созданных скорее всего из религиозных мотивов. Смысл многих петроглифов непонятен, так как на них часто изображали геометрические фигуры в странном сочетании.
О долине впервые упоминается в хрониках 1650 года, однако наскальные рисунки были описаны лишь в XIX веке благодаря стараниям итальянского ученого Карло Конти. В период 1860—1947 долина входила в состав Италии и была включена в провинцию Кунео, однако после поражения Италии во 2-й мировой войне согласно Парижскому договору 1947 г. окончательно отошла ко Франции.